# Küstenerosion

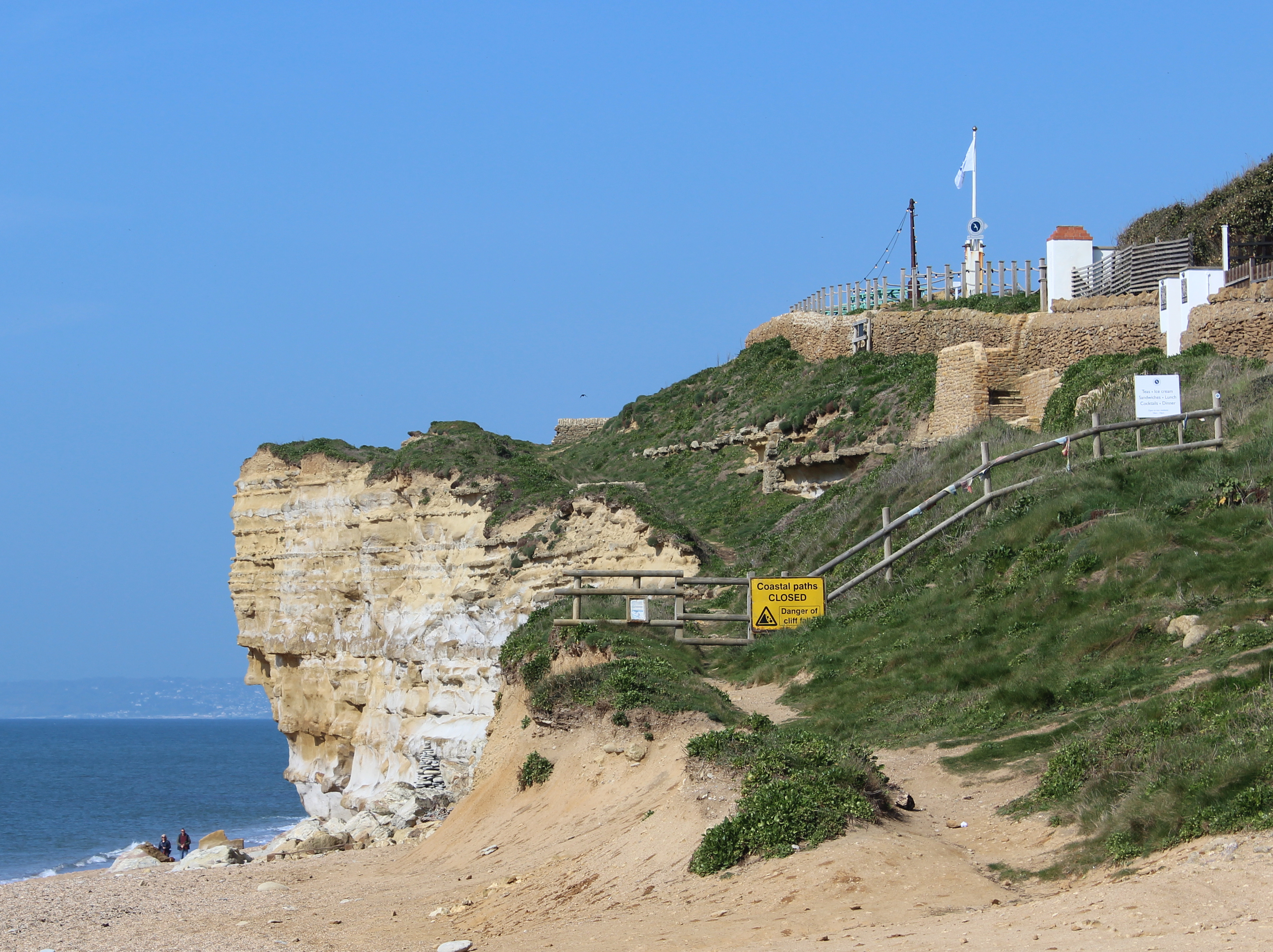
East Cliff, West Bay an der englischen „Jurassic Coast“. Man beachte, dass der Weg über die Kliffkrone wegen der Instabilität des Kliffs gesperrt worden ist.

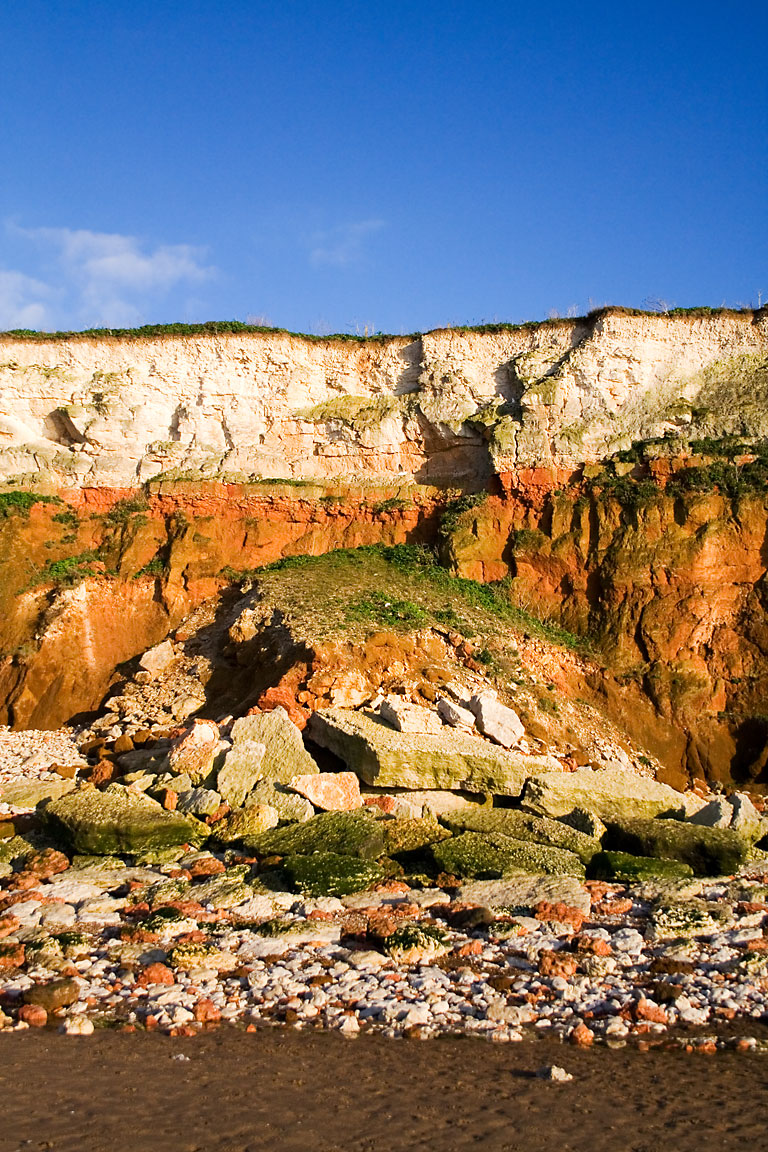
Abgerutschte Scholle an einem Kliff in Hunstanton, Norfolk, East Anglia.

Küstenerosion beziehungsweise (geologische) Abrasion ist die allmählich fortschreitende Veränderung von (Meeres-)Küsten aufgrund von Erosion durch Gezeiten, Wellen und Wettereinflüsse wie Wind, Regen und Temperaturunterschiede, Naturereignisse wie Hurrikane oder Erdbeben, aber auch durch Einwirkungen auf die Umwelt, etwa aufgrund der Schädigung der obersten Bodenschichten durch menschlichen Einfluss oder die Klimaerwärmung.
Küstenerosion ist ein natürlicher mechanisch-physikalischer Vorgang: Die Schädigung der Vegetation durch menschliche Nutzung macht die Küste allerdings anfälliger für die Kräfte des Windes und erleichtert das Eindringen von Wasser und zum Beispiel damit verbundene Frostsprengungen, wie es bei den Kreidefelsen auf der Insel Rügen im Winter 2004/2005 der Fall war.
Küstenerosion betrifft sämtliche Küstenformen: Bei Steilküsten werden Kliffs unterspült und brechen ein. Sandstrände werden durch den Wellengang weggespült oder durch den Wind abgetragen. Generell ist an Küsten mit harten Gesteinen Küstenerosion weniger wirksam. An Steilküsten hängt die Geschwindigkeit der Erosion auch davon ab, wie schnell Trümmer vom Wasser abgetragen werden und damit das dahinterliegende Kliff wieder ungeschützt wird.
Dabei verursachen Sturmfluten und Tsunamis große Schäden. Untersuchungen der NOAA ergaben, dass der Hurrikan Katrina im Mississippidelta den natürlichen Küstenschutz der Mangroven geschädigt hat. Der Tsunami beim Seebeben im Indischen Ozean 2004 hat eine Reihe von Inseln wesentlich verändert.
Nach Feststellungen der Europäischen Kommission waren im Jahre 2004 rund ein Fünftel der Küstenlinien innerhalb der Europäischen Union (ohne Bulgarien und Rumänien) betroffen. Spitzenreiter sind Polen (55 Prozent) und Zypern (37,8 Prozent), am wenigsten Finnland (0,04 Prozent), Estland (2 Prozent) und Schweden (2,4 Prozent). Insbesondere die Küsten Finnlands und Schwedens zeichnen sich durch Granitklippen aus, die einen sehr großen Anteil der Küstenlinie praktisch nicht erodierbar machen. Eine Studie, 2025 veröffentlicht in Earth’s Future, belegt, dass die Küstengebiete in ariden Regionen, zum Beispiel im Mittelmeerraum stark von Erosion betroffen sind. 2025 sind demnach zum Beispiel in der Hafenstadt Alexandria mehr als 7000 Gebäude aufgrund von Erosionsprozessen und Grundwasserveränderungen vom Einsturz bedroht.
Als Gegenmaßnahme werden erhebliche finanzielle Mittel in den Küstenschutz durch Deiche, Buhnen, Wellenbrecher, Lahnungen oder Sandvorspülungen gesteckt. Diese bewirken aber auch, dass zwar an dem jeweiligen Küstenabschnitt die Küstenerosion gebremst wird, aber durch die Veränderung des Strömungsverhaltens des Wassers werden an anderen Küstenabschnitten die erodierenden Wirkungen verstärkt.
Negative Folgen der Küstenerosion sind der Verlust von Gebieten mit einer hohen Artenvielfalt oder wichtigen Ökosystemen, von wirtschaftlich genutzten Flächen und Objekten, die Aufgabe gefährdeter Häuser an den Abbruchkanten, die wachsende Gefahr für die Bewohner in Küstennähe und Schäden am natürlichen oder künstlichen Küstenschutz.
Ein Faktor, der Küsten erosionsanfälliger macht, ist der Schwund von Sandstränden oder Sandbänken, da von Wellen und Strömung weggespülter Sand nicht mehr in ausreichendem Maße durch Sedimentation angefüllt wird. Diese werden entweder als Baumaterial entnommen oder bleiben hinter Eindeichungen und Absperrbauwerken zurück. Die Erosionsanfälligkeit von Sandstränden in ariden Küstenregionen wird zudem verstärkt durch starke Besiedelung und touristische Nutzung der Küstenzonen, bauliche Eingriffe in die Mündungsbereiche großer Flüsse und falsche Begrünungsmaßnahmen entlang der Küsten, die unter anderem den äolischen Transport von Wüstensand an die Küste unterbinden.
Die globale Erwärmung und die damit einhergehenden Änderungen wie der globale Meeresspiegelanstieg, veränderter Wellengang oder die Destabilisierung von arktischen Küsten, die mehr als ein Drittel der weltweiten Küstenlinie ausmachen, durch tauenden Permafrost und abnehmende Meereisbedeckung stellen an vielen Küsten ein zunehmendes Erosionsrisiko dar.
Hinzu kommt der Verlust von natürlichem Küstenschutz, zum Beispiel durch die Vernichtung und Beschädigung von Mangrovenwäldern; die zerstörerische Wirkung von Sturmflutwellen und Tsunamis auf menschliche Siedlungen an der Küste kann durch davorliegende intakte Mangrovenwälder reduziert werden.